# Vanessa Abrams
Vanessa Abrams is een personage uit de boekserie en televisieserie Gossip Girl. De actrice die het personage zal gaan vertolken in de serie, is Jessica Szohr.

## Biografie boekserie
Vanessa is een filmmaker die ooit bekend wil worden. Vanwege haar kort/kaal geschoren hoofd komt ze over als een artiest. Haar documentaire leverde haar een prijs op in Cannes. Haar ouders zijn hippies die leven in Vermont en haar zus Ruby treedt op in haar band "Sugar Daddy". Ondanks hun achtergrond, willen Vanessa's ouders toch dat Vanessa een goede educatie krijgt, waardoor ze bij haar zus in New York woont en naar de kakkerschool Constance Billard gaat. Wanneer ze dronken is gaat ze mee in overeenstemming om als oppas te werken bij een groep verwaande kinderen. Dit doet ze dan ook een hele tijd, terwijl ze in New York woont. Echter, wanneer Bailey Winter besluit dat Vanessa zijn inspiratie in, nodigt hij haar uit om bij hem te wonen. Vanessa accepteert dit. Haar nieuwe leven in de Hamptons verveelt haar echter snel, waarna ze terug verhuist naar Manhattan. Ze komt er dan achter te komen dat Dan Humphrey homoseksueel is geworden. Ze probeert er achter te staan, maar heeft er moeite mee, gezien de romantische connectie die ze ooit hadden. Als Dan een gedicht schrijft voor het huwelijk van Ruby, ontdekken Vanessa en Dan dat ze nog verliefd zijn op elkaar en dat Dan eigenlijk toch geen Homo is, maar Bi.